# Palacio de Deportes José María Martín Carpena
Il Palacio de Deportes José María Martín Carpena è un'arena coperta situata a Malaga, in Spagna.
È la sede di uno dei maggiori club di pallacanestro spagnoli, l'Unicaja Málaga.
Aperto nel 1999, la sua capacità è di 11 300 posti a sedere.

## Nome
Precedentemente conosciuto come Palacio de los Deportes Ciudad de Málaga, cambiò il suo nome in onore di José María Martín Carpena, consigliere del Partito Popolare e del Ayuntamiento di Málaga, assassinato nel 2000 da una banda terrorista dell'ETA.

## Caratteristiche
Ha una capienza di 11 300 spettatori e una superficie che ruota attorno ai 22000 m² metri quadrati, anche se attualmente è in corso un progetto di studio per l'ampliamento del plesso per portarlo fino ai 17 000 posti, in risposta alle numerose richieste degli abitanti locali e degli abbonati dell'Unicaja Málaga.

## Localizzazione

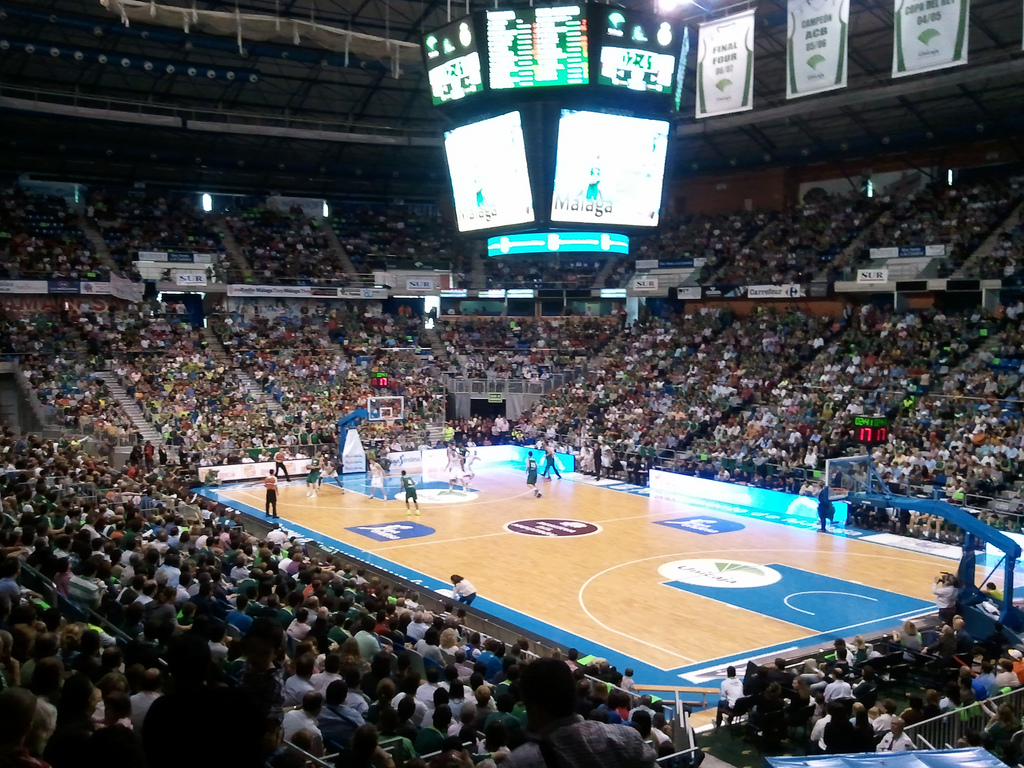
Lo stadio, con il nuovo tabellone, durante una partita di basket nel novembre 2011.

È situato nella zona est della città, nei pressi del fiume Guadalhorce assieme ad altri plessi sportivi come l'Estadio de atletismo Ciudad de Málaga e il Centro Acuático de Málaga. Dispone di un'ottima comunicazione con il centro storico della città attraverso la linea MA-22 e con la Costa del Sol occidentale, con l'uscita verso l'autostrada A-7, verso Ronda, la Avenida de Velàzquez, il Paseo Marítimo de Poniente e la futura linea 2 della metropolitana di Málaga. L'aeroporto di Malaga dista meno di 5 km dal palazzetto.

## Usi
È solito ospitare i principali spettacoli sportivi e musicali che hanno luogo in città. È stata la sede delle gare di semifinale della Coppa Davis del 2003 tra Spagna e Argentina, oltre che di varie partite della nazionale spagnola di pallacanestro. Oltre alle manifestazioni sportive già citate, il Palacio ospita importanti eventi di altri sport (calcio a 5, trial, ippica, ecc.), culturali (opera, concerti, esposizioni e spettacoli) e civili (incontri politici, attività municipali, celebrazioni, ecc.).
È stato scelto come sede della fase a eliminazione diretta delle finali della Coppa Davis 2022, della Coppa Davis 2023 e della Coppa Davis 2024.